# 레 유종
레 유종(베트남어: Lê Hy Tông / 黎裕宗, 1680년 12월 10일(음력 10월 20일) ~ 1731년 2월 27일(음력 1월 21일))은 대월 후 레 왕조의 제23대 황제이다. 성명은 레 주이 드엉(베트남어: Lê Duy Đường / 黎維禟 여유당)이며, 다른 이름은 레 주이 찐(베트남어: Lê Duy Trinh / 黎維禎 여유정), 레 주이 다오(베트남어: Lê Duy Đào / 黎維祹 여유도)가 있다. 절일은 춘명성절(春明聖節)이다.

## 생애
1680년, 유종과 온자태후(溫慈太后)의 장자로 태어났다.
1705년 4월, 유종이 양위 함에 따라 황제에 즉위하였다. 그리고 선황의 유지를 이어 기독교 배교 정책을 강화하였다.
1729년 4월, 황제 유종이 양위하여 태상황으로 물러났으며, 황태자 레주이프엉이 황제로 즉위하였다.
1731년 1월, 태상황 유종이 승하 하였다.

## 가계

### 후비
- 황후(皇后) 찐 티 응옥뚱(Trịnh Thị Ngọc tùng/鄭氏玉欉/정씨옥총) - 레 주이 프엉 폐위 후에 군군(郡君)으로 격하됨.
- 장자황태후(Trang Từ Hoàng thái hậu/莊慈皇太后) 응우옌 티 응옥니엡(Nguyễn Thị Ngọc Niệp/阮氏玉捻/완씨옥념)
- 헌자황태후(Hiến Từ Hoàng thái hậu/憲慈皇太后) 응우옌 티 응옥삭(Nguyễn Thị Ngọc Sắc/阮氏玉嗇/완씨옥색)

### 황자
1. 황자(皇子) 레 주이 뜨엉(Lê Duy Tường/黎維祥/여유상) - 장자황태후 소생. 제25대 황제 순종(純宗).
2. 황태자(皇太子) 레 주이 프엉(Lê Duy Phường/黎維祊/여유팽) - 황후 찐 티 응옥뚱 소생. 제24대 황제 혼덕공(昏德公).
3. 황자(皇子) 레 주이 턴(Lê Duy Thận/黎維祳/여유신) - 헌자황태후 소생. 제26대 황제 의종(懿宗).
4. 황자(皇子) 레 주이 멋(Lê Duy Mật/黎維/여유밀)
5. 황자(皇子) 레 주이 꾸이(Lê Duy Quy/黎維/여유규)

## 기년
| 유종        | 원년            | 2년        | 3년        | 4년        | 5년        | 6년                  | 7년        | 8년        | 9년        | 10년       |
| ----------- | --------------- | ---------- | ---------- | ---------- | ---------- | -------------------- | ---------- | ---------- | ---------- | ---------- |
| 서력 (西曆) | 1705년          | 1706년     | 1707년     | 1708년     | 1709년     | 1710년               | 1711년     | 1712년     | 1713년     | 1714년     |
| 간지 (干支) | 을유(乙酉)      | 병술(丙戌) | 정해(丁亥) | 무자(戊子) | 기축(己丑) | 경인(庚寅)           | 신묘(辛卯) | 임진(壬辰) | 계사(癸巳) | 갑오(甲午) |
| 연호 (年號) | 영성(永盛) 원년 | 2년        | 3년        | 4년        | 5년        | 6년                  | 7년        | 8년        | 9년        | 10년       |
| 유종        | 11년            | 12년       | 13년       | 14년       | 15년       | 16년                 | 17년       | 18년       | 19년       | 20년       |
| 서력 (西曆) | 1715년          | 1716년     | 1717년     | 1718년     | 1719년     | 1720년               | 1721년     | 1722년     | 1723년     | 1724년     |
| 간지 (干支) | 을미(乙未)      | 병신(丙申) | 정유(丁酉) | 무술(戊戌) | 기해(己亥) | 경자(庚子)           | 신축(辛丑) | 임인(壬寅) | 계묘(癸卯) | 갑진(甲辰) |
| 연호 (年號) | 11년            | 12년       | 13년       | 14년       | 15년       | 16년 보태(保泰) 원년 | 2년        | 3년        | 4년        | 5년        |
| 유종        | 21년            | 22년       | 23년       | 24년       | 25년       |                      |            |            |            |            |
| 서력 (西曆) | 1725년          | 1726년     | 1727년     | 1728년     | 1729년     |                      |            |            |            |            |
| 간지 (干支) | 을사(乙巳)      | 병오(丙午) | 정미(丁未) | 무신(戊申) | 기유(己酉) |                      |            |            |            |            |
| 연호 (年號) | 6년             | 7년        | 8년        | 9년        | 10년       |                      |            |            |            |            |